# Гигантски гущер от остров Хиеро
Гигантските гущери от остров Хиеро (Gallotia simonyi) са вид влечуги от семейство Гущерови (Lacertidae).
Срещат се само на Канарските острови в Испания.
Таксонът е описан за пръв път от австрийския зоолог Франц Щайндахнер през 1889 година.

## Подвидове
- Gallotia simonyi machadoi
- Gallotia simonyi simonyi